# Uragami Shunkin

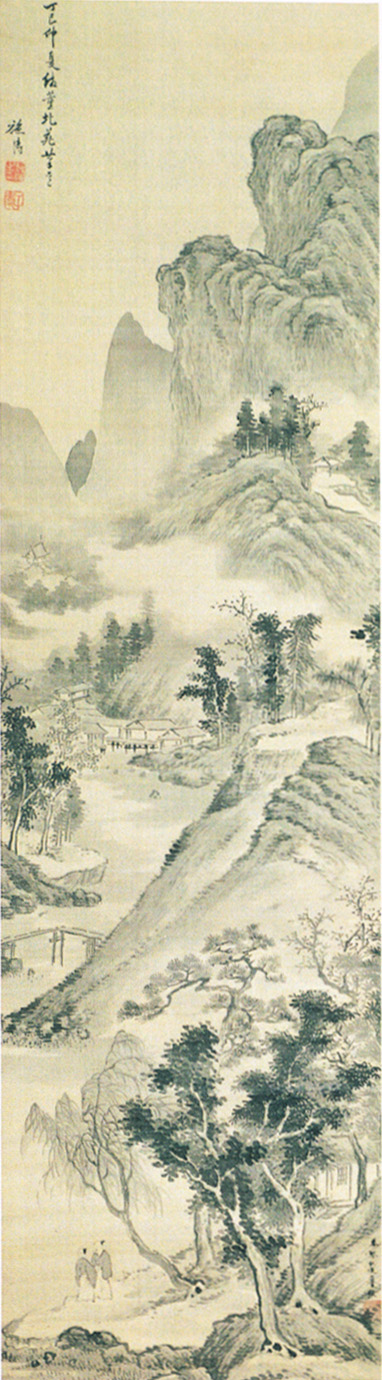
Landschaft

Uragami Shunkin (japanisch 浦上 春琴, Familienname auch Urakami gelesen; geboren Mai 1779 in der Provinz Bizen; gestorben 26. Mai 1846 in Kyōto) war ein japanischer Maler der Nanga-Richtung.

## Leben und Wirken
Uragami Shunkin war der älteste Sohn von Uragami Gyokudō (1745–1820). Als er 15 Jahre alt war, begann sein Vater ein Reiseleben mit seinen beiden Söhnen, die, von ihm in Musik, Dichtkunst, Kalligraphie und Malerei unterrichtet, gut gebildet wurden.
Nach einer Reisetätigkeit von etwa zwei Jahrzehnten – Shunkin arbeitete oft mit an den Bildern seines Vaters – verließ er zum Schluss Nagasaki, heiratete und ließ sich 1811 in Kyōto nieder. Auch sein Vater ließ sich in Kyōto nieder. Shunkin besuchte von dort regelmäßig seine Heimat. In Kyōto traf er sich mit Rai San’yō, Tanomura Chikuden und anderen gleichgesinnten Künstlern und schloss sich der literarischen Welt der Kansai-Gegend an.
Beeinflusst von den genannten Künstlern entwickelte Shunkin einen konservativen Malstil, der sich an der orthodoxen chinesischen Malerei orientierte, wobei er sich auch mit dem „Blumen-und-Vögel-Motiv“ (花鳥画, Kachō-ga) beschäftigte. Ein Beispiel dafür ist der „Kachō-zu byōbu“ (花鳥図屏風) – „Stellschirm mit Blumen und Vögeln“ im Besitz des Nationalmuseums Tokio. Hauptsächlich beschäftigte sich Shunkin aber mit Landschaftsbildern – „Sansui-ga“ (山水画).
Shunkins Bilder zeigen kurze, einander überlappende Pinselstriche, wobei er dunkle Farbe über hellere Partien legte. Punktanhäufungen deuten Vegetation an, Felsen und Berge erscheinen in blasser Farbe. In seiner besten Zeit wurde er höher geschätzt als sein Vater.
Shunkin war auch gut im Schreiben chinesischer Gedichte. Er hinterließ „Rongashi“ (論画詩) – „Vermischte illustrierte Gedichte“ in zwei Bänden.

## Bilder

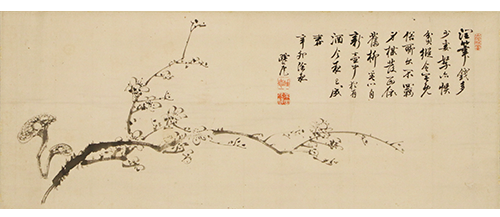
Blütenzweig mit Gedicht
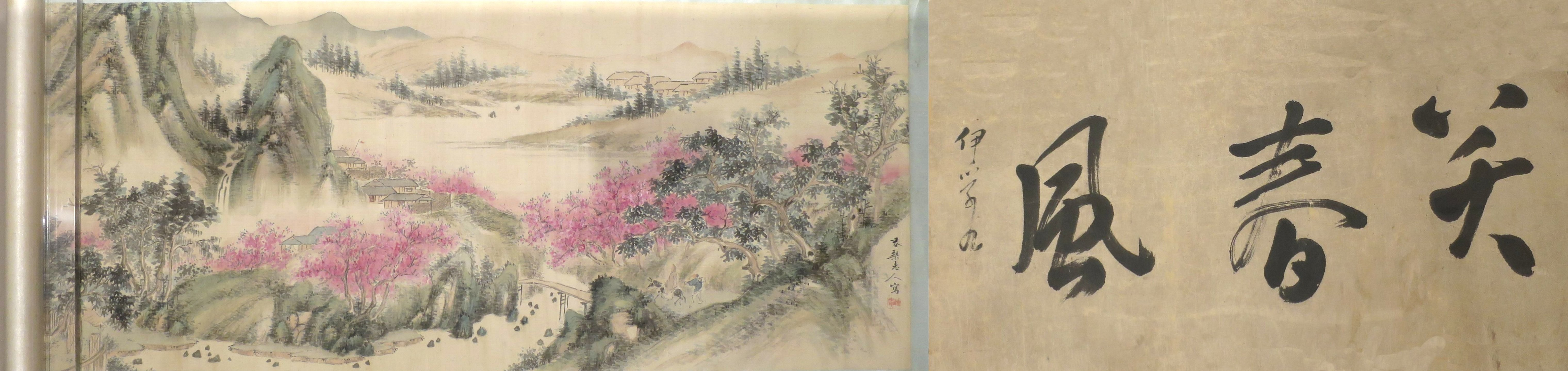
„Lachen im Frühlingswind“ (Honolulu Museum of Art) Beginn der Bildrolle
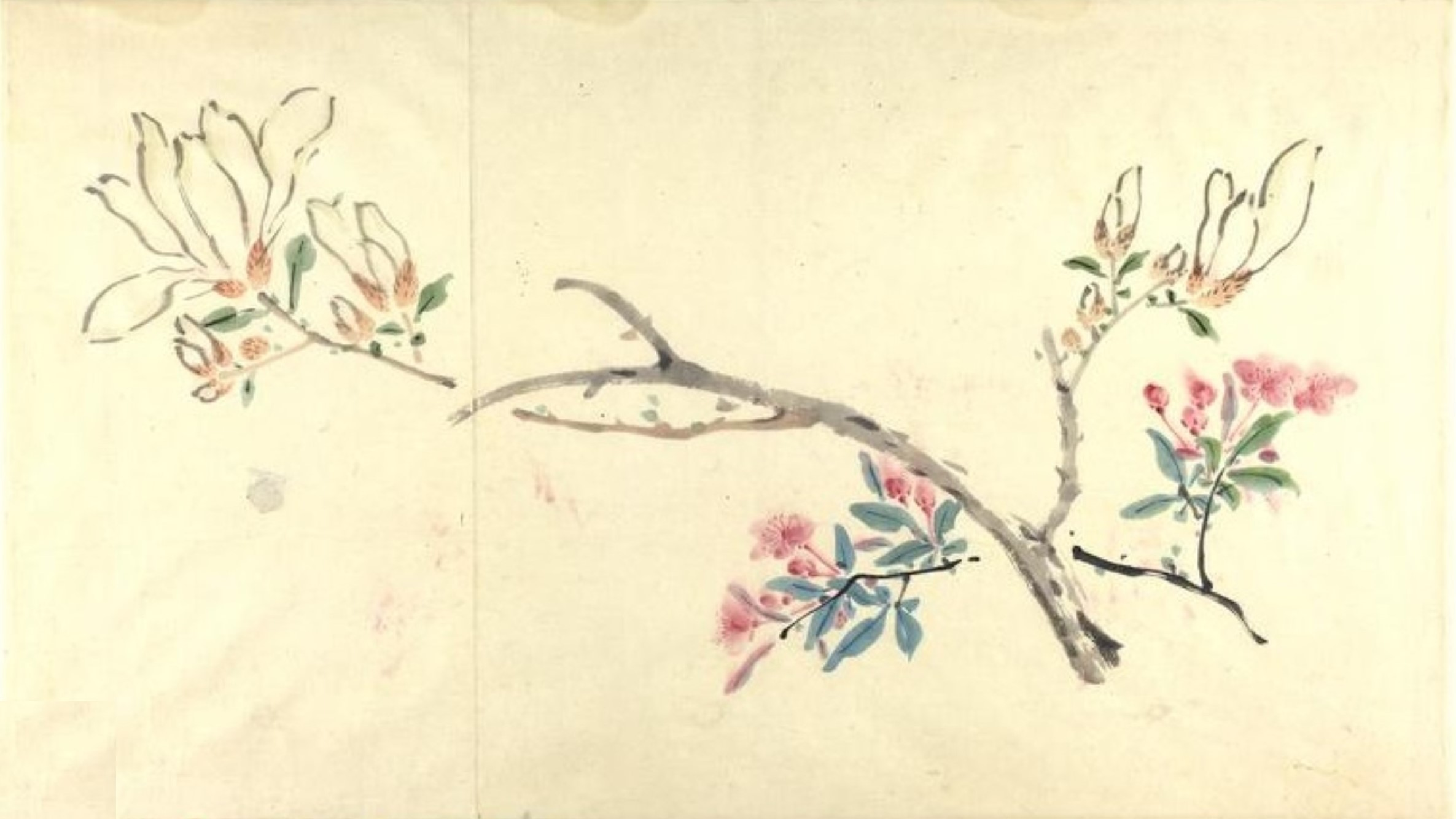
Blütenzweig